# جوزيف فرنسيس شي
جوزيف فرنسيس شي (بالإنجليزية: Joseph Francis Shea) هو ضابط ومهندس أمريكي، ولد في 5 سبتمبر 1925 في ذا برونكس في الولايات المتحدة، وتوفي في 14 فبراير 1999 في Weston, Massachusetts ‏ في الولايات المتحدة.